# Ai Tenchi Muyo!
Ai Tenchi Muyo! (愛・天地無用!) is een Japanse animeserie die is geproduceerd door de studio AIC. De serie is het zesde deel van de Tenchi Muyo!-franchise en wordt gesponsord door de stad Takahashi om toerisme te promoten. De serie was in Japan te zien van 6 oktober 2014 tot 26 december 2014 op de tv-zender Tokyo MX. De serie bestaat uit 60 afleveringen, waarvan 10 afleveringen een samenvatting van voorgaande afleveringen weergeven. 
De serie is geregisseerd door Hiroshi Negisha die samen met Suzuhito Yasuda aan de nieuwe ontwerpen van de personages werkten. De serie heeft, afgezien van Ayeka, die nu door Haruhi Nanao wordt ingesproken, dezelfde stemacteurs als in de originele franchise.

## Verhaal
Het verhaal speelt zich af in een wereld in chaos die is veroorzaakt door Washu. Om de wereld te redden is Tenchi Masaki genoodzaakt om undercover te gaan op een meisjesschool, wat lastiger blijkt te zijn dan hij had verwacht.

## Personages

### Masaki's huishouden
Tenchi Masaki
Ingesproken door: Masami Kikuchi
Een 22-jarige jongen die voor een geheime missie undercover moet gaan als leraar op een meisjesschool
Ryoko
Ingesproken door: Ai Orikasa
Een voormalige ruimtepiraat die, nadat ze hem had ontmoet, bij Tenchi woont.
Ayake
Ingesproken door: Haruhi Nanao
Een prinses van de Jurai Royal Family, die vaak tegen Ryoko strijdt om Tenchi's aandacht.
Sasami
Ingesproken door: Chisa Yokoyama
Een tiener die ook een prinses is van de Jurai Royal Family. Als de jongere zus van Ayake, gaat Sasami naar dezelfde school als haar zus om ook een oogje op Tenchi te houden.
Mihoshi
Ingesproken door: Yuko Mizutani
Een detective van de ruimtepolitie. Hoewel hij heel intelligent is, kan ook erg onhandig en afwezig overkomen.
Washu
Ingesproken door: Yuko Kobayashi
Een voormalig directrice van de ruimteacademie en de nummer een wetenschapster in het universum. Tevens de persoon die Tenchi de opdracht geeft undercover te gaan.

### Studentenraad
Momo Kawanagare
Ingesproken door: Nao Toyama
De vrouwelijke hoofdrolspeelster en voorzitster van de studentenraad. Een duidelijke, directe vrouw met een groot gevoel voor rechtvaardigheid. Tevens een prinses van de Jurai Royal Family, hoewel ze dat zelf op het moment nog niet weet.
Hachiko
Ingesproken door:Kana Yuki
De uitvoerster van de studentenraad. Ze is erg beschermend naar Momo toe, en beschouwd iedereen die te dicht bij Momo in de buurt komt dan ook direct als vijand.
Hana Saryu
Ingesproken door: Mao Ichimichi
De accountant van de studentenraad. Ze is een meester in aikido en een groot fan van yuri
Tori Fueyama
Ingesproken door: Ai Fukada
De klerk van de studentenraad. Een briljante vrouw die altijd kalm blijft onder welke situatie dan ook, behalve als haar liefdesgevoelens voor Samami opspelen.

### Wetenschapsclub
Yuki Fuka
Ingesproken door: Azusa Satou
De voorzitster van de wetenschapsclub. Een vrouw met een kort lontje, die vaak voor een onbekende partij op zoek is naar schatten rondom de school, waarbij ze vaak in conflict komt met de studentraad.
Rui Aoi
Ingesproken door: Rui Tanabe
Een verlegen en slappe vrouw, die erg lang is en veel kan eter. Ze is sinds haar kinderjaren bevriend met Yuki en zijn daarom vaak samen.
Beni Kinojo
Ingesproken door: Yo Tachi
De bodyguard van de wetenschapsclub. Ze is een moedige en zelfverzekerde vrouw die de kracht van een ogre heeft. Ze is erg wantrouwend naar Tenchi en heeft het gevoel dat hij iets verbergt.

### Andere personages
Ukan Kurihara
Ingesproken door: Ayako Kawasumi
Een ervaren lerares die Tenchi advies en begeleiding geeft. Ze houdt van S&M en wil heel graag Tenchi als haar speeltje hebben. Later wordt onthuld dat ze voor de ruimtepolitie werkt.

## Manga
Een mangaversie van de serie, geschreven door Masaki Kajishima en getekend door Haruna Nakazato, werd gepubliceerd in het Japanse maandblad Monthly Shonen Sirius van de uitgever Kodansha. De mangaserie liep van 26 november 2014 tot 26 oktober 2015.